# Automolius
Automolius är ett släkte av skalbaggar. Automolius ingår i familjen Melolonthidae.

## Dottertaxa tillAutomolius, i alfabetisk ordning[1]
- Automolius angustulus
- Automolius brooksi
- Automolius brunneus
- Automolius compactus
- Automolius cooki
- Automolius depressus
- Automolius evanescens
- Automolius fuligineus
- Automolius funereus
- Automolius granulatus
- Automolius hispidus
- Automolius humilis
- Automolius immitis
- Automolius irrasus
- Automolius maechidioides
- Automolius major
- Automolius nanus
- Automolius opaculus
- Automolius ordinatus
- Automolius phoxus
- Automolius pictus
- Automolius poverus
- Automolius propygidialis
- Automolius pygmaeus
- Automolius rotundus
- Automolius semitifer
- Automolius sordidus
- Automolius sulcatus
- Automolius tridentifrons
- Automolius valgoides
- Automolius vulgaris